# 托科阿 (佐治亚州)
托科阿（Toccoa）是美国佐治亚州斯蒂芬斯县的县治，距离州府亚特兰大约140公里。根据2000年美国人口普查，共有9323人，其中白人占75.47%、非裔美国人占21.46%。
34°34′29″N 83°19′12″W / 34.5747°N 83.32°W